# 养虎为患
，原名《虎王：谋杀，混乱与疯狂》（英語：Tiger King: Murder, Mayhem and Madness）是记述动物园看护怪人乔的2020年美国真实犯罪题材系列纪录片。影片于2020年3月20日在Netflix上线。影片聚焦了由大猫保护主义者卡萝尔·巴斯金等人组成的小型救援组织大猫救援，与被巴斯金指控虐待剥削野生动物的怪人乔等野生动物收藏家直接的矛盾冲突。由乔尔·麦克哈尔主持的特辑于2020年4月12日上线，内容为专访参与纪录片的人士。
该片获得了影评人好评，根据尼尔森收视率，该剧上线头10天便有3430万人观看，是Netflix有史以来最成功的发行作品。第二季定于2021年11月17日上线。

## 梗概
该剧讲述了由美国的大猫保护主义者和收藏者创立的一个鲜为人知但内部联系紧密的社群，以及他们为罕见濒危动物设立的私家动物园和庇护所。故事的主角有怪人乔，俄克拉荷马州温尼伍德大温尼伍德奇异动物公园的老板，性格古怪，以及他的宿敌卡萝尔·巴斯金、佛罗里达州坦帕大猫救援的总裁。巴斯金自称动物权利活动人士，以为圈养大猫提供庇护所为己任，但怪人乔坚持认为她是竞争对手的动物园看护，是被派来对付他的。于是，两家公司互相发表威胁影片、打官司、抗议和进行有针对性的骚扰活动，其中善待动物组织和美國魚類及野生動物管理局多次出面干预。怪人乔甚至指控巴斯金谋杀了她第二任丈夫、自1997年起便失踪的唐·路易斯。
怪人乔的私生活也是影片的看点所在，尤其是他私底下和特拉维斯·马尔多纳多（Travis Maldonado）和约翰·芬利（John Finlay）结成的三方同性婚姻，以及他与两人和未来的丈夫狄龙·帕辛杰（Dillon Passage）的关系。另外，影片还记录了他在约书亚·戴尔（Joshua Dial）的协助下于2016年竞选美国总统和2018年竞选俄克拉荷马州州长的经历。制片人里克·柯坎（Rick Kirkham）回忆了“怪人乔电视”的兴衰过程，其中他表示自己曾希望把这个播客开发成电视系列剧，然而他拍摄的镜头最后神秘消失了。该剧还纪录怪人乔被发现雇凶刺杀巴斯金，根据联邦雇佣杀人案条例遭到定罪前的故事。怪人喬因违反《雷斯法案》和《濒危物种法案》，被判22年联邦监禁。
怪奇动物社区的其他人物也在片中出现，包括涉嫌发动个人崇拜运动的动物饲养员博伽万·安特尔、参与走私动物的前大毒枭马里奥·塔布雷（Mario Tabraue）、接受怪人乔以法律原因移交过来的动物园的拉斯维加斯花花公子杰夫·勒夫（Jeff Lowe）和联邦政府秘密线人、向怪人乔发起诉讼的关键人物詹姆斯·加勒森（James Garretson）。前奇异动物公园的员工，如经理约翰·雷因克（John Reinke）和动物牧马人萨夫·萨夫里（Saff Saffery）在影片末尾评论称，在这场人鬥人的战争中，动物本身遭到遗忘，结果最终是两败俱伤。

## 剧集
| 季數 | 片名  | 集数 | 集数 | 首播日期       | 首播日期       |
| 季數 | 片名  | 集数 | 集数 | 首映           | 季终           |
| ---- | ----- | ---- | ---- | -------------- | -------------- |
| 1    | 虎王  | 8    | 8    | 2020年3月20日  | 2020年4月12日  |
| 2    | 虎王2 | 5    | 5    | 2021年11月17日 | 2021年11月17日 |

### 第一季（2020年）
| 1                           | 1 | 与众不同的乔（Not Your Average Joe）          | 埃里克·古德和丽贝卡·柴克林 | 2020年3月20日 |
| 2                           | 2 | 个人崇拜（Cult of Personality）               | 埃里克·古德和丽贝卡·柴克林 | 2020年3月20日 |
| 3                           | 3 | 秘密（The Secret）                            | 埃里克·古德和丽贝卡·柴克林 | 2020年3月20日 |
| 4                           | 4 | 玩火自焚（Playing with Fire）                 | 埃里克·古德和丽贝卡·柴克林 | 2020年3月20日 |
| 5                           | 5 | 让美国再掀異國風（Make America Exotic Again） | 埃里克·古德和丽贝卡·柴克林 | 2020年3月20日 |
| 6                           | 6 | 高尚行为（The Noble Thing to Do）             | 埃里克·古德和丽贝卡·柴克林 | 2020年3月20日 |
| 7                           | 7 | 倒台（Dethroned）                             | 埃里克·古德和丽贝卡·柴克林 | 2020年3月20日 |
| 特辑                        |   |                                               |                            |               |
| 8                           | 8 | 虎王与我（The Tiger King and I）              | 埃里克·古德和丽贝卡·柴克林 | 2020年4月12日 |
| 喬爾·麥克哈爾主持的剧后节目 |   |                                               |                            |               |

### 第二季（2021年）
| 總集數 | 集數 （季） | 標題                           | 導演                       | 首播日期       |
| ------ | ----------- | ------------------------------ | -------------------------- | -------------- |
| 9      | 1           | 免死金牌（Beg Your Pardon）    | 埃里克·古德和丽贝卡·柴克林 | 2021年11月17日 |
| 10     | 2           | 卡罗日记（The Carole Diaries） | 埃里克·古德和丽贝卡·柴克林 | 2021年11月17日 |
| 11     | 3           | 赏金猎人（Bounty Hunting）     | 埃里克·古德和丽贝卡·柴克林 | 2021年11月17日 |
| 12     | 4           | 说谎大王（The Lyin' King）     | 埃里克·古德和丽贝卡·柴克林 | 2021年11月17日 |
| 13     | 5           | 彻底抓狂（Stark Raving Mad）   | 埃里克·古德和丽贝卡·柴克林 | 2021年11月17日 |

## 发行

### 专业评价
汇总媒体爛番茄打出评论75条，打出新鲜度89%，平均得分7.88/10。网站共识写道：“作为一部你必须去看去相信的离奇真实犯罪故事，《养虎为患》是一幅关于迷恋完全偏离正轨的迷人凌乱肖像画。”Metacritic根据13条主流媒体的评价打出平均分75/100，表示“普遍好评”。
《综艺》杂志的卡罗琳·弗兰克（Caroline Framke）认为该剧“（剪辑）凌乱但吸引人”，指出“对于喜欢Netflix对真实犯罪题材和系列纪录片的特别口味的人们，《虎王》毫无疑问抓住了一个特别的痛点。”《The Verge》的约书亚·里维拉（Joshua Rivera）表示：“《虎王》的每一分钟都会带来新的惊喜、令人难以置信的转折，或是有令人难以置信的故事要说的魅力十足的陌生人。”

### 收视率
根据尼尔森收视率，该剧上线後10天內便有3430萬人观看，是Netflix有史以来最成功的发行作品，据称上线时碰上的2019冠状病毒病疫情的让世界的观众被限制在家中，助推了收视率的成功。该剧的影响甚至进入到白宫椭圆形办公室。在4月的冠状病毒疫情新闻简报会上，美国总统唐纳德·特朗普被问到赦免该片主角怪人乔的可能性。

## 各方回应

### 名人
节目播出后，多位曾养过特种宠物的名人开始质疑自己的行为。前拳击手迈克·泰森认为自己1990年代在家中养两只老虎的行为“愚蠢”、“错误”。在节目中出镜的前职业篮球运动员沙奎尔·奥尼尔表示他跟怪人乔买过两只老虎，看过节目后，他表示再也不会和他做生意。

### 卡萝尔·巴斯金

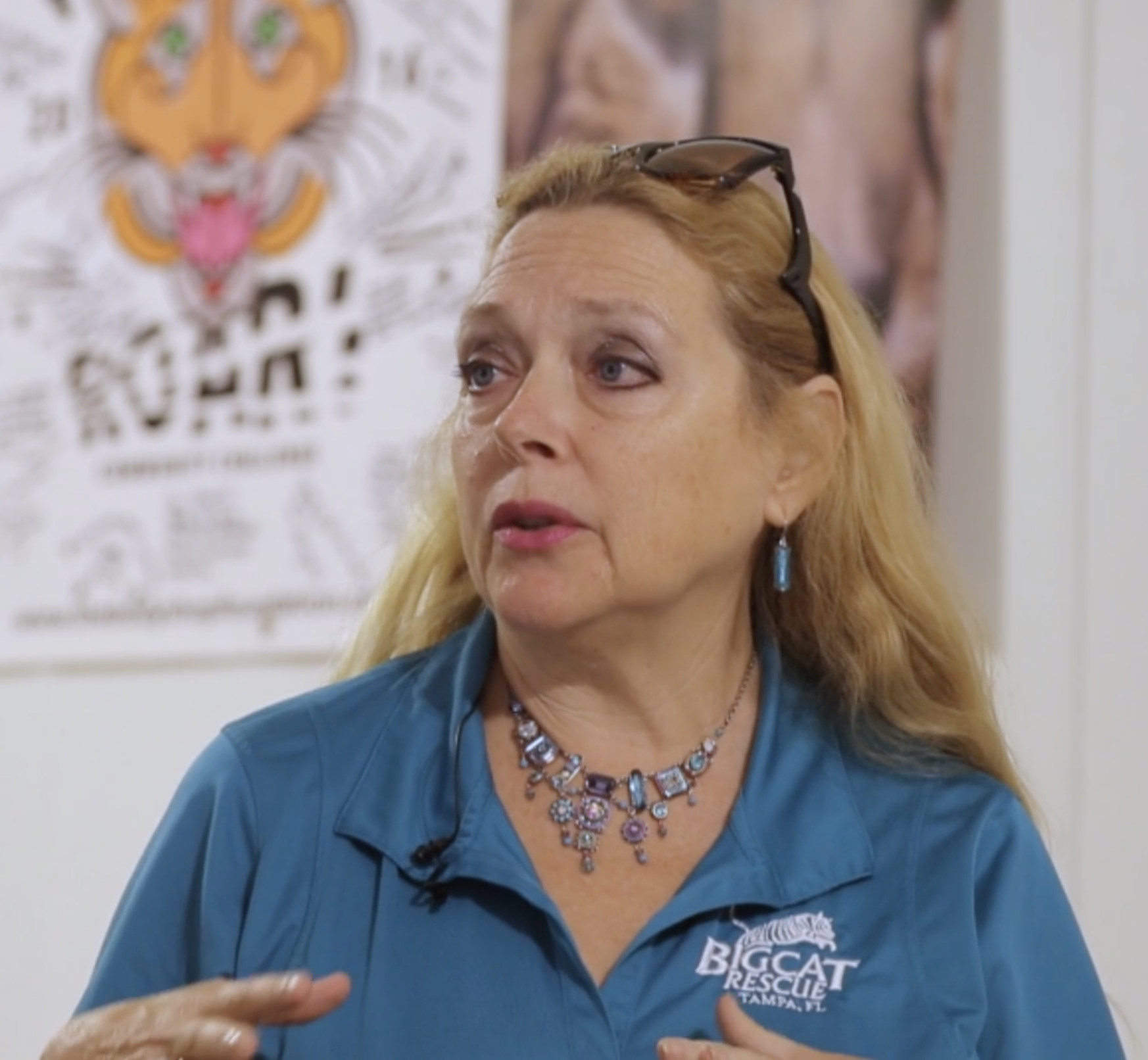
由于《虎王》的热播, 互联网上出现了一些针对卡萝尔·巴斯金的網路迷因，猜测她与她的第二任丈夫唐·刘易斯（Don Lewis）的失踪事件有关。

卡萝尔·巴斯金和丈夫感觉被制片人背叛，她表示怪人乔和自己讨论失踪的丈夫只不过是故事的背景。在“大猫救援”网站的文章中，巴斯金表示节目“（在第三集中）有一段内容提到了不可靠的人的谎言和影射，说我有涉及21年前丈夫的失踪事件”，认为节目“把这件事讲出来，却不考虑任何事实。”巴斯金从未被指控任何唐失踪案有关的罪名，并且一直否认曾参与其中。导演古德部分回应了巴斯金，表示尽管认为巴斯金有正确的意图，但质疑“把这些老虎困在牢笼中是否合理”，认为老虎“有神经层面的步调”，“有时你要考虑要不要从人道角度出发，对这些大猫实施安乐死，而不是（把它们）关在笼子里。”之后巴斯金先发制人作出回应，指“我们的目标是让它们再也不要被关在笼中，让我们的庇护所没有存在的必要。我们的联邦法案《老虎公共安全法案》会禁止饲养会推动繁殖的幼崽，终结在后院养宠物的权利。”
《独立报》的凯瑟琳·沃尔什（Kathleen Walsh）认为节目及公众对巴斯金的看法有厌恶女性的色彩：“这部系列剧源源不断地提供怪人乔暴力、残酷、自恋的证据，但针对巴斯金的证据是视情况而出现的（尽管足够引人入胜，定义了这部剧）。或许第三集提出的证据可能证明巴斯金的确杀了她的丈夫，但迄今为止的猜测只能说明她可能做过。与此同时，该剧展示了怪人乔以前在YouTube的系列剧中的片段，片中他拿出了一个充气娃娃，把自己捅进去，用一个假阳具塞住娃娃的嘴巴，还朝它的脸开枪。”《ELLE》认为巴斯金是伪善的，他把老虎关住，而不是放生它们，却不认为这样跟混种动物一起圈养是不合理的选择，会出现驯化的结果。这意味着它们不适合在野外生存，或在当地繁衍后代。该杂志还指出，巴斯金是剧中唯一一位认为囚禁野生动物是虐待的人士。
曾制作美国老虎产业播客《Cat People》的制作人彼得·弗里克·赖特（Peter Frick-Wright）在《内幕杂志》撰文指出，“古德给《虎王》带来了一家夜总会和酒店开发商的严谨和社会责任。”他认为，该剧对巴斯金是特别不公平，过多把焦点放在她丈夫的失踪事件上，让她无法和怪人和安特尔区分开，只提到“大猫救援”只接受被执法机关没收或被无法抚养的主人遗弃的老虎。还有些人签了一项有附带条件的合同，养老虎或跟老虎拍照会面临大额罚款，但剧集没有提到。赖特还表示，巴斯金也禁止志愿者或员工抚摸动物，否则会被开除。他认为这部片子最小化提及巴斯金游说国会，争取对动物贩运起草更严格的法律做出的努力。

### 萨夫·萨夫里
夏威夷人萨夫·萨夫里是退伍老兵，在阿富汗战争和伊拉克战争期间服役，曾担任大温尼伍德奇异动物公园经理长达十年。《PinkNews》指出，萨夫里是“剧中唯一一位不是很糟糕的人物”。剧集上线Netflix后，之前给怪人乔做过播客的罗伯特·摩尔（Robert Moor）在Twitter发文称：“萨夫，唯一一个被老虎咬伤的人，反复告诉我他是跨性别人士，喜欢被人叫萨夫，用代词‘他’称呼。所以请照做。”媒体批评节目用错性别代词称呼萨夫，是跨性别恐惧症的行为。《同志国度》把Netflix给萨夫里的对待跟他们最近和LGBTQ媒体观察组织同性恋者反诋毁联盟发起的“娱乐界跨性别人士能见度”活动作比较。萨夫里向《时尚先生》澄清：“每一天，我都会遇到17个不同的事情。我从来不把这些放在心上......背景中，我和罗布聊天时，他问我：‘你更喜欢人们怎么叫你？萨夫或是科奇？’我说当然是萨夫，因为我被人这么叫已经20年来。我来到公园前曾在陆军带过，他们总是叫我的姓。所以，我更喜欢萨夫。自从可以大声说出这个名字，我就一直用它。我的家人很支持我——这根本不是问题。”至于会不会被定义为跨性别男性，萨夫里告诉《Out》：“我不太了解那个对我的形容。你知道，那没有用。我不过是以这种方式生活。这个事情，你，我的家人都知道，还有很明显，亲近我的人都知道的。这就是我这辈子的生活方式，其他的我就不知道了。”
2013年，当时27岁的他误把手伸进笼子时，被老虎咬掉了手臂。他选择截去前臂，而不选需要两年时间的连串手术，一个星期内便回去工作。到2020年4月，他支付了1300美元的治疗费，希望能够得到一副義肢。怪人乔变得疯狂，放在对抗卡萝尔·巴斯金上面的注意力胜过动物园后，萨夫于2018年与怪人乔断绝了联系，搬到了加利福尼亚。在采访中，萨夫表示他开始“吃动物”，而“远离这部戏”的想法也笼罩在怪人乔的其他手下身上。所以，动物园卖给新东家时，他便切断了所有联系。

## 后续节目
環球有線製作公司牵头改编了一部限定电视剧。该剧改编自Wondery的播客节目《跨过我的尸体》（Over My Dead Body），凱特·麥金儂担任执行制片人，扮演卡萝尔·巴斯金。其他演员、播出电视台或流媒体平台暂未公布。
2020年4月6日，题为《调查怪人乔的奇异世界》（Investigating the Strange World of Joe Exotic）的电视节目在Discovery特偵組频道播出。
2020年4月8日，《Deadline Hollywood》报道萊恩·墨菲正在就制作电影或限定剧集的事宜跟Netflix谈话，其中罗伯·劳会扮演怪人乔。
2020年4月13日，Fox和TMZ联合播出一小时特辑《TMZ调查：老虎——真正倒下的是什么？》（TMZ Investigates: Tiger King — What Really Went Down?）。
2020年5月4日，《综艺》称尼古拉斯·凯奇在改编自《德克萨斯月刊》介绍怪人乔文章的八集电视剧中扮演乔。该剧由Imagine Entertainment与CBS电视工作室制作，丹·拉加纳任创剧人、执行制片人兼编剧。9月，消息指该剧正式由Amazon Prime Video负责开发。2021年7月，Amazon宣布搁置计划。
2021年4月5日，英国纪录片制作人路易斯·塞鲁的最新纪录片《路易斯·塞鲁：直面怪人乔》在英国广播公司第二台播出，收录了塞鲁之前介绍怪人乔的纪录片《全美最危险的宠物》的未曝光片段。
2021年9月，Netflix宣布续集《养虎为患2》于同年11月17日上线，“将展现和第一季一样多的混乱和疯狂”。